# 烏卡爾縣

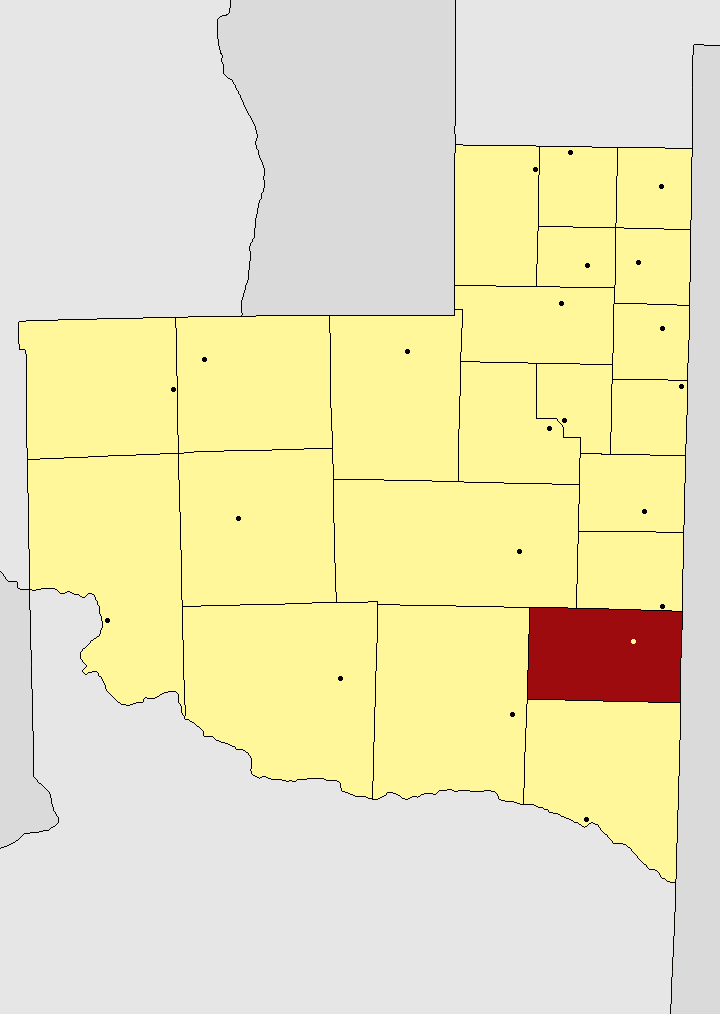

37°54′7″S 63°44′36″W / 37.90194°S 63.74333°W
烏卡爾縣（西班牙語：Departamento Hucal），是阿根廷的縣份，位於該國中部拉潘帕省，首府設於貝爾納斯科尼，面積6,047平方公里，2010年人口7,540，人口密度每平方公里1.2人。